# 宮永崇史
宮永 崇史（みやなが たかふみ、1960年（昭和35年）5月 - ）は、日本の物理学者。弘前大学大学院理工学研究科教授。理学博士（大阪大学）。凝縮系物理学・物質構造のダイナミクスが専門で、2015年現在ではX線吸収微細構造(XAFS)・構造のゆらぎを表わすDebye-Waller因子に関する実験的研究と量子統計力学的理論研究・スクッテルダイト化合物の構造ダイナミクス・磁性合金の磁気XAFS(XMCD)・アモルファスや液体などの構造不規則系物質（ガラス転移と半導体－金属転移）・誘電体などの新機材料の性質と構造相転移・化学反応の化学物理的研究・薄膜および微粒子などのナノスケール材料のXAFSによる構造研究・非平衡系のパターン形成…等が研究課題である。

## 略歴・人物
- 1960年（昭和35年） - 石川県加賀市生まれ。
- 1983年（昭和58年） - 金沢大学工学部卒業。
- 1985年（昭和61年） - 金沢大学大学院工学研究科修士課程修了。
- 1988年（昭和63年） - 大阪大学大学院理学研究科博士後期課程修了、理学博士（大阪大学）。論文の題は「Studies on X-ray absorption fine structure for hydrated metal cation and polyanion (水和金属カチオン及びポリアニオンのX線吸収微細構造に関する研究)」[1]。弘前大学理学部助手。
- 1990年（平成2年） - サイモンフレイザー大学（カナダ）客員教授 (物理学科)。
- 1997年（平成9年） - 弘前大学理工学部物質理工学科助教授。
- 2000年（平成12年） - ロシア科学アカデミー金属物理学研究所客員教授
- 2003年（平成15年） - 弘前大学理工学部物質理工学科教授。
- 2013年（平成25年） - トレント大学（イタリア）客員教授（物理学科）。
- 2014年（平成26年） - 弘前大学大学院理工学研究科長。